# Santo Sudario de Oviedo

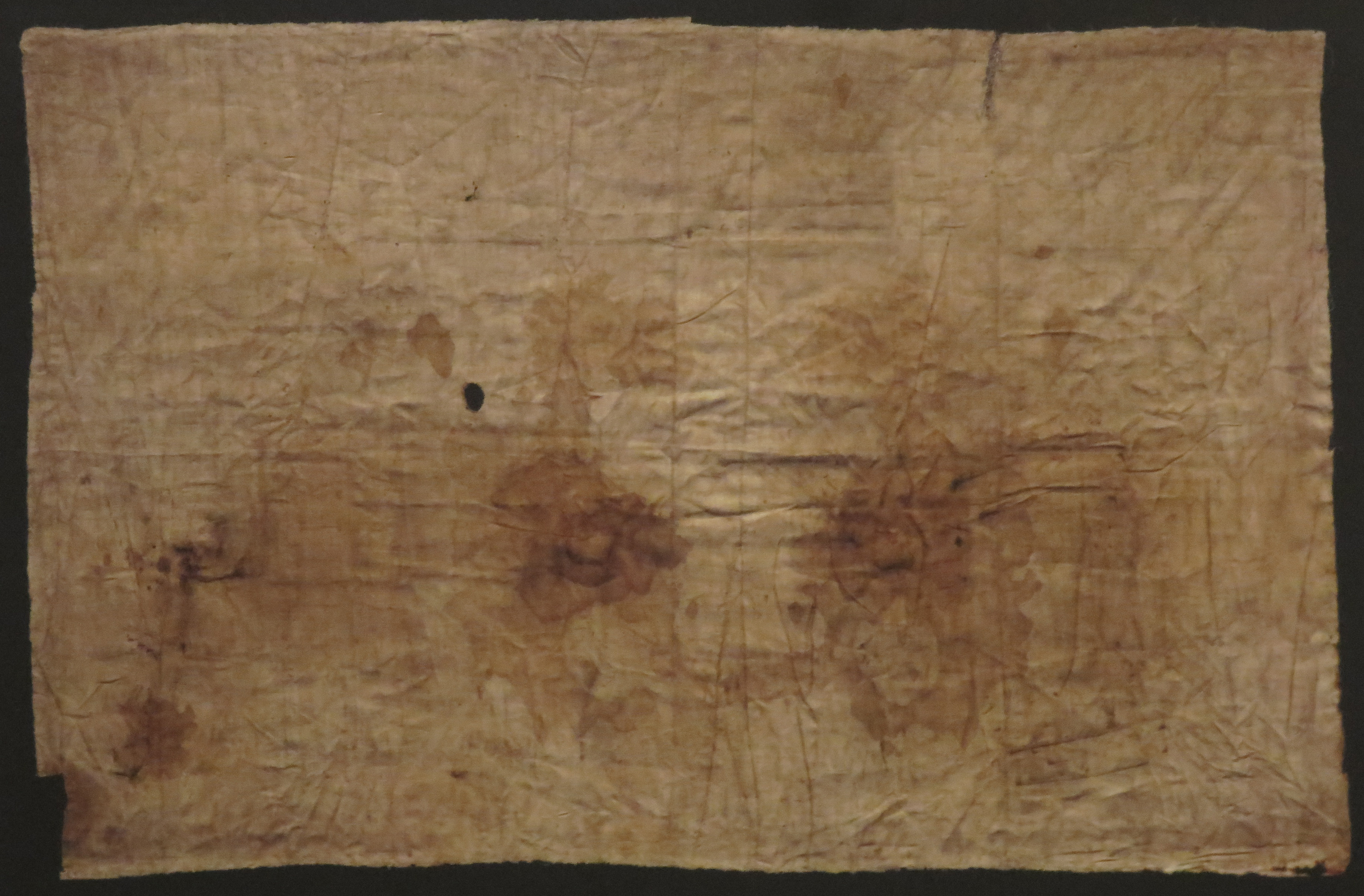
Santo Sudario de Oviedo.

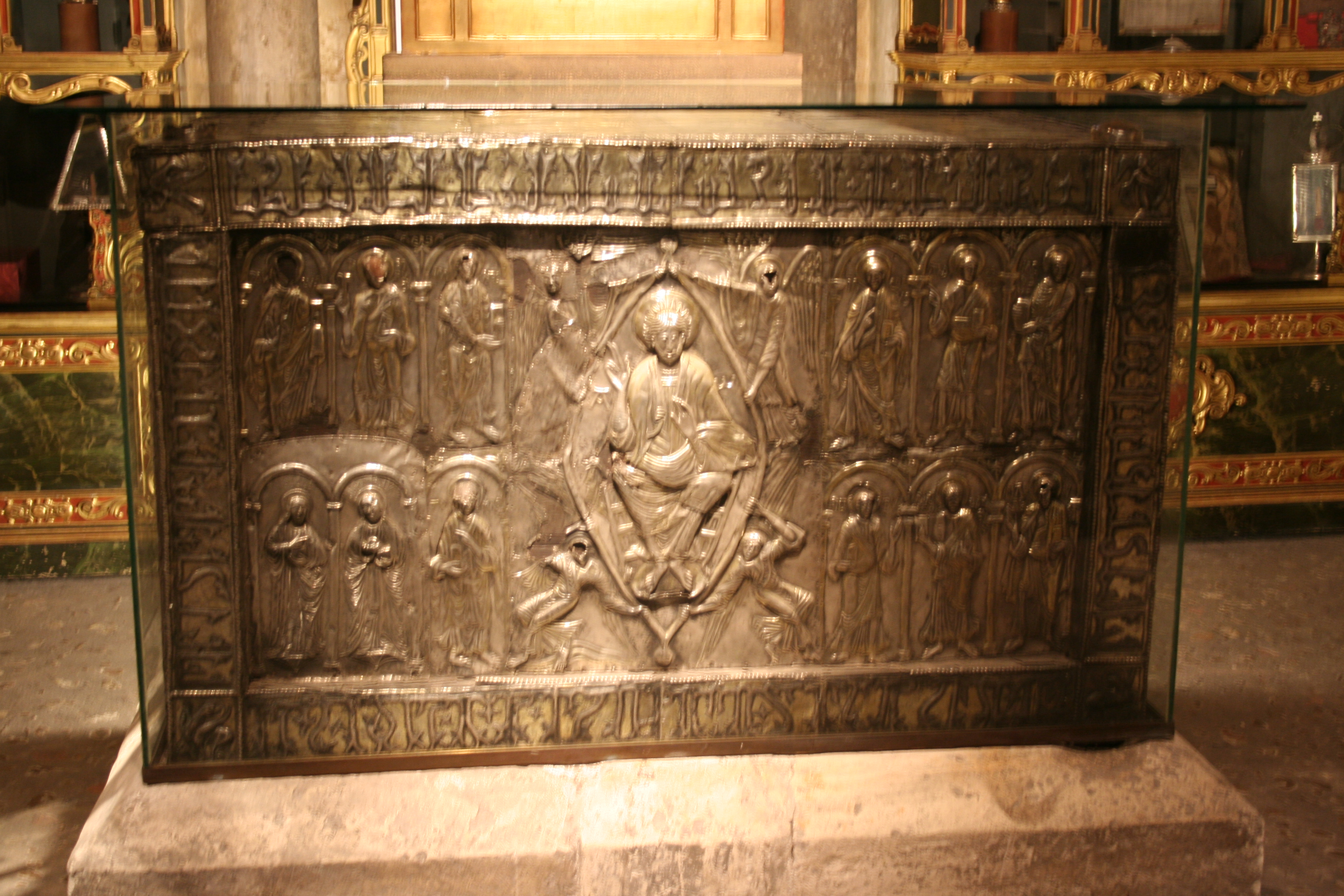
Arca Santa de Oviedo, que albergaba el Santo Sudario

El Santo Sudario de Oviedo (conocido también por Pañolón de Oviedo, o Sudarium Domini) es una reliquia de la Iglesia católica que se encuentra depositada en la Cámara Santa de la Catedral de San Salvador de Oviedo, Asturias, España. Se trata de un pañuelo de lino con varias manchas, de forma rectangular con unas medidas de 85,5 × 52,6 centímetros. Se le venera como una prenda funeraria de Jesús de Nazaret mencionada en el Evangelio de San Juan.

Llegó después Simón Pedro, que le seguía; y, entrando en el sepulcro, vio los lienzos [en griego ὀθόνια, othonia] colocados en el suelo, y el sudario [en griego σουδάριον, soudarion], que había estado sobre su cabeza, no en el suelo con los lienzos, sino plegado en un lugar aparte.
Evangelio de San Juan. 20, 6-7

## Estudios

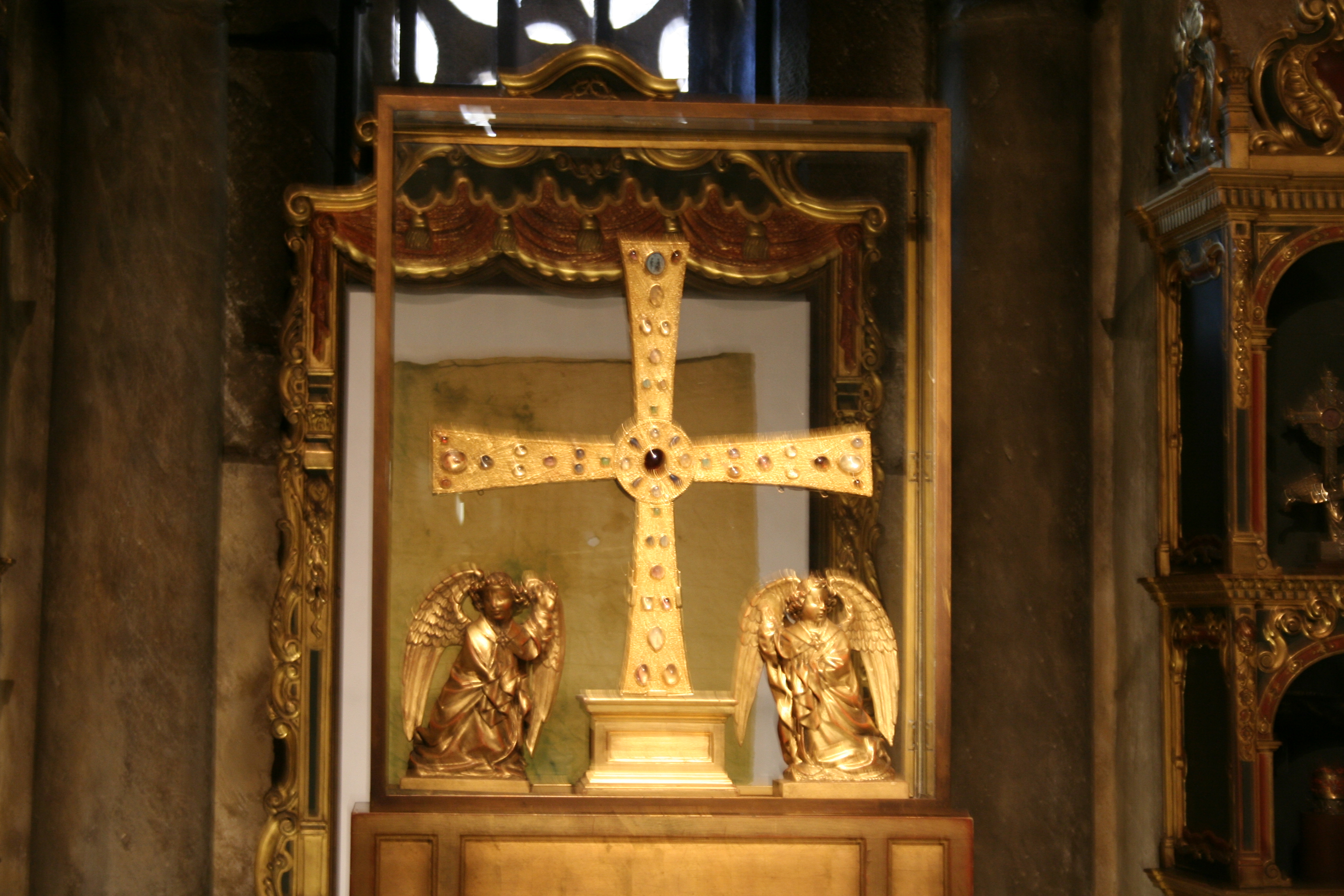
La Cruz de los Ángeles en primer término. Detrás se puede ver el Santo Sudario, el cual está metido en un relicario de cristal.